# Stegron
Stegron, il cui nome completo è Vincent Stegron, è un personaggio dei fumetti creato da Len Wein (testi) e Gil Kane (disegni), pubblicato dalla Marvel Comics. La sua prima apparizione è in Marvel Team-Up (vol. 1) n. 19 (marzo 1974).

## Biografia del personaggio
Il dottor Vincent Stegron venne assoldato dallo S.H.I.E.L.D. per collaborare con il Dr. Curt Connors per studiare il DNA dei dinosauri provenienti dalla Terra Selvaggia. Ossessionato dagli esperimenti fatti da Connors che portarono alla creazione di Lizard, Stegron rubò il DNA di dinosauro e se lo iniettò, trasformandolo di fatto in uno Stegosauro semiumanoide di colore arancione. Si è scontrato in diverse occasioni con Spider-Man, il quale lo ha sempre puntualmente ostacolato nel suo tentativo di riportare i dinosauri al comando del pianeta terra.